# Glad You Came
«Glad You Came» (с англ. — «Рад, что ты пришла») ― песня британо-ирландской группы The Wanted, выпущенная в качестве второго сингла с их второго студийного альбома Battleground 10 июля 2011 года. Песня достигла вершины UK Singles Chart. За пределами Великобритании сингл возглавил чарты в Японии, Ирландии и Венесуэле, а также вошёл в первую десятку чартов в Бразилии, Канаде, Чехии, Венгрии, Словакии, Испании и США, став их самым успешным синглом на сегодняшний день.

## История
Песня была написана и спродюсирована Стивом Маком. Она служит вторым синглом со второго альбома The Wanted, Battleground, который был выпущен 7 ноября 2011 года. Участник группы Том Паркер сказал о песне: Мы все почувствовали, что это идеальная песня для лета, которая действительно поднимает настроение и подойдет также для вечеринки. Премьера песни состоялась на радио 24 мая 2011 года. Она также была ремикширована Алексом Гаудино.

## Критика
Песня получила положительные отзывы от музыкальных критиков. Журнал Rolling Stone назвал «Glad You Came» 44-й лучшей песней 2012 года. В 2018 году песня заняла 35-е место в рейтинге «100 величайших песен бойз-бендов всех времен» по версии Billboard.

## Музыкальное видео
Музыкальное видео было снято клипмейкером Director X на Ибице, Испания. Оно было загружено на YouTube 10 июня 2011 года. Видео набрало более 197 миллионов просмотров на YouTube по состоянию на декабрь 2020 года, став самым просматриваемым клипом группы на сайте.

## Трек-лист
| - UK digital single 1. "Glad You Came" (Karaoke Version) – 3:17 - UK digital EP 1. "Glad You Came" – 3:17 2. "Glad You Came" (Alex Gaudino Radio Edit) – 3:05 3. "Glad You Came" (Alex Gaudino Club Mix) – 7:55 4. "Iris" (Live Tour Performance) – 4:01 - UK CD single 1. "Glad You Came" – 3:17 2. "Glad You Came" (Alex Gaudino Radio Edit) – 3:05 3. "Gold Forever" (BBC Radio 1 Live Lounge Session) – 3:35 - U.S. and Canada digital single 1. "Glad You Came" (Radio Edit) – 3:18 - U.S. digital remix EP 1. "Glad You Came" (Mixin Marc and Tony Svedja Radio Mix) – 3:58 2. "Glad You Came" (Mixin Marc and Tony Svedja Club Remix) – 5:52 3. "Glad You Came" (Mixin Marc and Tony Svedja Dub) – 5:44 4. "Glad You Came" (Bassjackers Remix Edit) – 3:40 5. "Glad You Came" (Bassjackers Extended Club) – 5:04 6. "Glad You Came" (Bassjackers Dub) – 5:52 7. "Glad You Came" (Alex Gaudino Radio Full Vocal) – 3:05 8. "Glad You Came" (Alex Gaudino Club Remix) – 7:54 9. "Glad You Came" (Alex Gaudino Dub) – 7:51 | - U.S. Walmart exclusive CD single 1. "Glad You Came" – 3:18 2. "Glad You Came" (Mixin Marc and Tony Svedja Radio Mix) – 3:58 - U.S. promotional CD single 1. "Glad You Came" (Radio Edit) – 3:18 2. "Glad You Came" (Alex Gaudino Radio Full Vocal) – 3:05 3. "Glad You Came" (Alex Gaudino Club Remix) – 7:54 4. "Glad You Came" (Alex Gaudino Dub) – 7:51 5. "Glad You Came" (Bassjackers Remix Edit) – 3:40 6. "Glad You Came" (Bassjackers Extended Club) – 5:04 7. "Glad You Came" (Bassjackers Dub) – 5:52 8. "Glad You Came" (Mixin Marc and Tony Svedja Radio Mix) – 3:58 9. "Glad You Came" (Mixin Marc and Tony Svedja Club Remix) – 5:52 |

## Чарты и сертификации
| Чарт(2011–2012)                            | Высшая позиция |
| ------------------------------------------ | -------------- |
| Австралия (ARIA)                           | 20             |
| Австрия (Ö3 Austria Top 40)                | 68             |
| Бельгия/Фландрия (Ultratip)                | 12             |
| Бельгия/Валлония (Ultratop 50)             | 29             |
| Brazil (Billboard Brasil Hot 100)          | 32             |
| Brazil Hot Pop Songs                       | 6              |
| Канада (Billboard Canadian Hot 100)        | 2              |
| Канада (Billboard AC Airplay)              | 4              |
| Канада (Billboard CHR/Top 40)              | 1              |
| Канада (Billboard Hot AC)                  | 3              |
| Чехия (Rádio Top 100)                      | 7              |
| Дания (Tracklisten)                        | 29             |
| Франция (SNEP)                             | 30             |
| Honduras (Honduras Top 50)                 | 22             |
| Венгрия (Rádiós Top 40)                    | 4              |
| Ирландия (IRMA)                            | 1              |
| Израиль (Media Forest)                     | 2              |
| Япония (Billboard Japan Hot 100)           | 1              |
| Mexican Airplay Chart                      | 30             |
| Нидерланды (Dutch Top 40)                  | 12             |
| Нидерланды (Single Top 100)                | 31             |
| Новая Зеландия (Recorded Music NZ)         | 13             |
| Шотландия (Scottish Singles Chart)         | 1              |
| Словакия (Rádio Top 100)                   | 5              |
| Испания (PROMUSICAE)                       | 34             |
| Spain (Airplay Chart)                      | 10             |
| Великобритания (UK Singles Chart)          | 1              |
| США (Billboard Hot 100)                    | 3              |
| США (Billboard Adult Contemporary)         | 17             |
| США (Billboard Adult Top 40)               | 4              |
| США (Billboard Dance Club Songs)           | 5              |
| США (Billboard Hot Latin Songs)            | 37             |
| США (Billboard Mainstream Top 40)          | 1              |
| США (Billboard Rhythmic)                   | 13             |
| Venezuela Pop/Rock General (Record Report) | 1              |

| Регион | Сертификация  | Продажи   |
| --- | ------------- | --------- |
| Австралия (ARIA) | Платиновый    | 70 000^   |
| Канада (Music Canada) | 5× Платиновый | 400 000*  |
| Италия (FIMI) | Золотой       | 15 000    |
| Новая Зеландия (RMNZ) | Платиновый    | 15 000*   |
| Великобритания (BPI) | 2× Платиновый | 1 200 000 |
| США (RIAA) | 3× Платиновый | 3,600,000 |
| * Данные о продажах приведены только на основе сертификации. ^ Данные о тиражах приведены только на основе сертификации. |               |           |

| Чарт(2011)                           | Позиция |
| ------------------------------------ | ------- |
| Ireland (IRMA)                       | 18      |
| Netherlands (Dutch Top 40)           | 57      |
| UK Singles (Official Charts Company) | 22      |
| Чарт(2012)                           | Позиция |
| Canada (Canadian Hot 100)            | 5       |
| Hungary (Rádiós Top 40)              | 92      |
| US Billboard Hot 100                 | 6       |
| US Adult Contemporary (Billboard)    | 41      |
| US Adult Pop Songs (Billboard)       | 14      |
| US Mainstream Top 40 (Billboard)     | 3       |
| US Rhythmic (Billboard)              | 47      |
| Чарт(2013)                           | Позиция |
| Japan (Japan Hot 100)                | 35      |